# Bouche rouge
 (mai 2025).
La « Bouche rouge » est une variété de châtaignier européen originaire d'Ardèche, plus précisément des alentours de la commune de Saint-Étienne-de-Boulogne. 

## Étymologie
En occitan, « boscha » (francisé en « bouche ») signifie « sauvage », « franc », « non greffé ». L'arbre non greffé est le « boschàs » ou « boscàs » plus au sud, la châtaigne non greffée est la « boschassa » ou « boscassa ».

## Caractéristiques
La Bouche rouge est peut-être issue d'une hybridation de la Sardonne avec une variété locale. Cette variété produit des marrons de taille moyenne à grosse, de très bel aspect et de très bonne saveur. Avec Comballe et Merle, Bouche rouge fait certainement partie des meilleures châtaignes du marché.
Son fruit est rouge brillant et se conserve très bien. Il est caractérisé par la matière rouge qui imprègne son tan.

## Culture
Aire de culture conseillée : départements de l'Ardèche, Gard et de la Lozère, entre 300 et 500 mètres d'altitude. La culture de la Bouche rouge est peu envisageable dans le sud-ouest de la France en raison d'une humidité plus grande qui a un impact négatif sur le feuillage.
La production actuelle se trouve principalement dans la région d'Antraigues-sur-Volane.
Cette variété peut se greffer sur hybride Marsol, Marlhac et Ferosacre.